# René Tuček
René Tuček (8. ledna 1936 Praha – 26. srpna 2017 Mariánské Lázně) byl český operní pěvec (baryton) a pedagog na HAMU.

## Život a dílo
Narodil se v Praze a protože jeho otec padl během Druhé světové války ve Francii, tak jeho kádrový profil mu nedovolil studovat na střední škole. Proto se vyučil horníkem v Sokolově a fáral až do osmnácti. Lákalo ho divadlo a zpěv, a tak hrál ochotnické divadlo a soukromě navštěvoval hodiny zpěvu u Emila Polmana. V šestnácti letech vyhrál krajské i celostátní kolo soutěže lidové umělecké tvořivosti mládeže ve zpěvu. Protože chtěl hrát divadlo, přihlásil se k přijímacím zkouškám na Divadelní fakultu Akademie múzických umění, ale nebyl přijat. V osmnácti letech byl přijat do sboru operety Divadla J. K. Tyla v Plzni a začal navštěvovat lekce zpěvu u profesorky Marie Gärtnerové a později v Praze Zdeňka Otavy a Jana Berlíka, u profesorky Vlasty Linhartové na brněnské Janáčkově akademii múzických umění, a ve druhé polovině šedesátých let také ve Vídni, kam z Brna dojížděl k profesoru Franzi Schuchovi-Tovinimu.
Po vojenské službě, kdy musel přerušit činnost v divadle, nastoupil do Jihočeského divadla v Českých Budějovicích. Zdejší dirigent v něm poznal talent a už během první sezony ho v lednu 1959 pověřil sólovou rolí: tou byla role Notáře v operetě Zvonky cornevillské od Roberta Planquetta. V roce 1960 přešel do brněnského Státního divadla. První roli, kterou zde nastudoval, byl Don Manuel v inscenaci Fibichovy Nevěsty messinské. V tomto divadle umělecky vyspěl, brněnské publikum si ho rychle oblíbilo a muzikolog a kritik Jiří Fukač jednou ohodnotil „pěvcovu ušlechtilou hravost a lidovou bodrost“.
V roce 1970 se uvedl v Národním divadle v Praze jako Andrej Bolkonskij v nastudování Vojny a míru a hned od další sezony zde získal angažmá. Od 1. srpna 1971 zde působil jako sólista opery a po osamostatnění souboru Státní opery Praha, kde byl jejím sólistou až do 8. ledna 1996. Jeho bohatý repertoár zahrnoval jak české, tak i světové opery. Vystoupil jako Radovan a Přemysl v Libuši, Vladislav v Daliborovi, Kalina v Tajemství, Tausendmark v Braniborech v Čechách, Figaro v Lazebníku sevillském, doktor Malatesta v Donu Pasqualovi a řada dalších.
Často vystupoval v zahraničí, například v Itálii, Německu, Rakousku a Španělsku. Také spolupracoval s rozhlasem, televizí a gramofonovými firmami. Od roku 1974 učil zpěv na HAMU a věnoval se i talentovaným dětem. Získal řadu domácích a zahraničních ocenění včetně Zlaté desky od Supraphonu nebo medaile parmské Verdiho společnosti za Rigoletta. Při slavnostním aktu, který se konal 26. října 2001 ve Velké aule Karolina, byl jmenován profesorem.
V březnu 2012 převzal cenu Thálie za rok 2011 za celoživotní mistrovství v oboru opery.
Zemřel v sobotu 26. srpna 2017 ve věku 81 let v Mariánských Lázních a poslední rozloučení se konalo v pondělí 4. září ve 11:00 na jevišti Národního divadla v Praze.